# Wim van Dooren
Willem van Dooren (Den Haag, 14 juni 1934 – Utrecht, 17 oktober 1993) was een Nederlands filosoof en hoogleraar aan de Technische Hogeschool Delft en een expert op het gebied van anarchisme, modern- en renaissance-humanisme en wetenschapsfilosofie.

## Levensloop
Van Dooren was het jongste kind in een gezin van vijf kinderen. Zijn vader was hoofd van een christelijke muloschool. Na het gymnasium studeerde Van Dooren theologie aan de Universiteit van Amsterdam van 1952 tot 1958, hierna tot 1961 filosofie en Duits aan de Universiteit van Utrecht en later nog in Göttingen. In 1965 promoveerde hij in Utrecht op het filosofische proefschrift Het totaliteitsbegrip bij Hegel en zijn voorgangers. Naast Hegel had ook de Italiaanse renaissancefilosoof en humanist Pietro Pomponazzi zijn belangstelling.
Van Dooren ging aan het werk als leraar Duits in Gouda, werkte vanaf 1963 als wetenschappelijk medewerker geschiedenis van de wijsbegeerte aan de Universiteit van Utrecht. In 1966 werd hij hoogleraar filosofie vanwege de Humanistische Stichting Socrates aan de Technische Hogeschool Delft.
Hij was bestuurslid van het Humanistisch Verbond en werkte als humanistisch raadsman in de gevangenis.

### Werken over Van Dooren
- Red. "De weg van anarchisme is nog open, in memoriam Wim van Dooren", in: Humanist, november 1993, p. 5.
- Emmy Jacobs. "In memoriam Wim van Dooren", in: Filosofie Magazine, jaargang 02, 1993, aflevering 09 (december), p. 48.
- Cees Bronsveld, Wim van Dooren: filosoof, humanist, anarchist, Stichting de As Moerkapelle, 1994.

## Citaten
- Waarheid hangt nauw samen met wat nuttig voor je is.
  - Wim van Dooren in antwoord op de vraag wat waarheid is, geciteerd in: Bert van Panhuis, "Over de weekbladen: Quootjes, kreetjes, wensjes, preekjes", Trouw, 20 december 1990.
- Dooyeweerds eigen werk stak ver uit boven dat van zijn aanhangers.
  - Wim van Dooren over het werk van Herman Dooyeweerd, geciteerd in: Bronsveld, Cees e.a. (red.) Wim van Dooren Filosoof, humanist, anarchist, Stichting De As, 1994. p. 2.
- Het leven van een filosoof die theorieën bedenkt, is filosofisch tenslotte veel minder belangrijk dan die theorieën zelf.
  - Cees Bronsveld. "Wim van Dooren: Gesprek met een relativerend anarchist", in: Wim van Dooren Filosoof, humanist, anarchist, Stichting De As, 1994. p. 7.

- Theologen zien, vreemd genoeg, veel minder dan anderen de relativiteit in van hun geloof. Neem nou zo'n vak als godsdienstgeschiedenis: als je daar toch studie van maakt, dan zou je toch moeten inzien dat het volslagen toevallig is dat je christen bent en geen islamiet! Maar theologie is in de praktijk veel meer een wetenschap van God geworden dan een wetenschap van de godsdienst, terwijl dat, niet alleen volgens mij, maar ook volgens het Academisch Statuut van 1876 waarbij dat allemaal geregeld werd, precies andersom zou moeten zijn.
  - Van Dooren in antwoord op de vraag of "een theologiestudie soms een goede manier om van je geloof af te komen?," in: Cees Bronsveld. "Wim van Dooren: Gesprek met een relativerend anarchist," in: Wim van Dooren Filosoof, humanist, anarchist, Stichting De As, 1994. p. 8.